# Sara Jovanović
Pour les articles homonymes, voir Jovanović.
Sara Jovanović en serbe latin (en serbe cyrillique Сара Јовановић), née le 29 octobre 1993 à  Rome en Italie, connue également sous le nom de Sara Jo, est une chanteuse de pop serbe. Elle se fait connaitre en 2012 en participant à l'émission Prvi glas Srbije, un télé-crochet serbe similaire a The Voice, où elle obtiendra la 3e place. L'année d'après, elle représente au sein du groupe Moje 3 la Serbie au concours Eurovision de la chanson 2013 à Malmö, en Suède avec la chanson Ljubav je svuda (L'amour est partout) mais ne se qualifie pas pour la finale.

## Biographie
Elle naît le 29 octobre 1993 à Rome, en Italie où elle passera son enfance. Ses parents décident de retourner à Belgrade, Serbie aux environs de ses 16 ans.  Elle etudie les langues italiennes à la faculté de philologie de l'université de Belgrade.

## Carrière

### Débuts
En 2011, Sara Jovanović poste sur sa chaîne YouTube des reprises de chansons comme Moves Like Jagger de Maroon 5. Elle sort ensuite son premier single, Zauvek, qu'elle promouvra dans l'émission Veče sa Ivanom Ivanovićem, un talk-show très populaire en Serbie. À la suite de cela elle collabore avec le groupe de rap serbe MCN sur trois chansons : Ona, Momenat et Ti i ja.

### Prvi glas Srbije
En 2012 elle participe à la 2e saison de Prvi glas Srbije un télé-crochet serbe similaire a The Voice où elle se fera notamment remarquer par sa férocité et ses qualités de danseuse. Des auditions jusqu'à la Grande finale, elle terminera la compétition à la 3e place derrière ses 2 futures collègues du groupe Moje 3.
Lors des finales elle aura réaliser les prestations suivantes :
- Jessie J — "Domino"
- Amy Winehouse — "Valerie"
- Lady Gaga — "Poker Face"
- Ceca — "Beograd"
- Leona Lewis — "Run"
- Rihanna — "S&M"
- Tijana Bogićević — "Tražim"
- Michael Sembello — "Maniac" / Tanja Bošković — "Tango smrti"
- Aleksandra Kovač — "Da te volim" / Britney Spears — "I Love Rock 'n' Roll"
- Madonna — "Like a Prayer" / Aleksandra Radović — "Čuvaj moje srce" / Marija Šerifović — "Ne voliš je, znam"
- Beyoncé Knowles — "End of Time" / Zemlja gruva — "Najlepše želje" / Eurythmics — "Sweet Dreams (Are Made of This)"

### Concours Eurovision de la chanson 2013

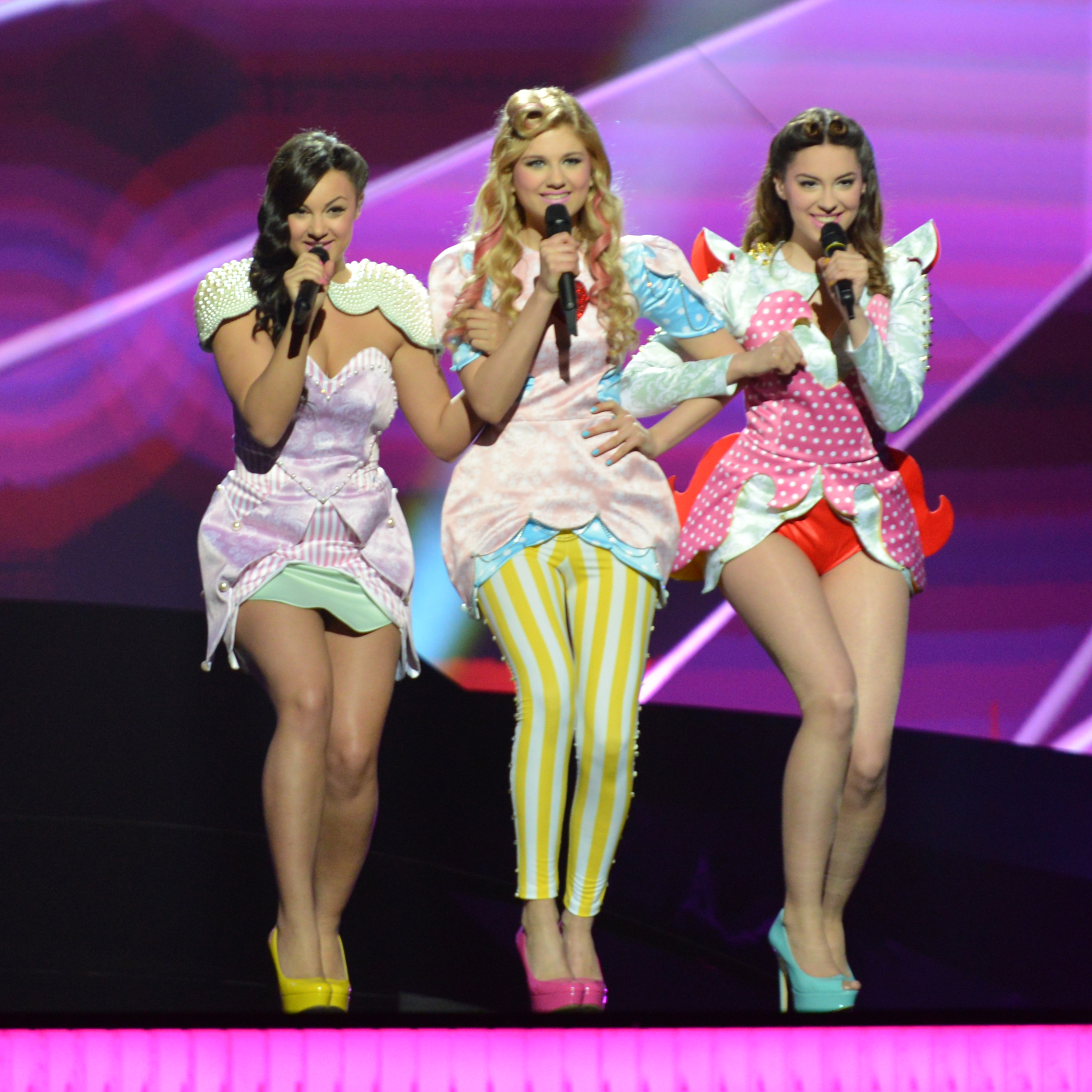
Sara Jovanović (à droite) au côté de Nevena Božović (au centre) et Mirna Radulović (à gauche) au concours de l'Eurovision 2013.

En 2013, elle participe avec Nevena Božović et Mirna Radulović, les deux autres finaliste de l'emission Prvi glas Srbije a l'émission Beosong 2013 charger de définir la chanson qui représentera la Serbie au concours Eurovision de la chanson 2013. Elle crée donc pour l'occasion le groupe Moje 3 et présente la chanson Ljubav je svuda. Le 3 mars 2013, elles remportent la finale de Beosong et représenteront la Serbie à Malmö mais ne dépasseront pas les demi-finales.

### Après l'Eurovision
Le 27 juin 2013, elle sort un nouveau titre en duo avec Marko Mandić, Ujutru. En juillet elle sortira sa propre ligne de vêtement.

### Tvoje lice zvuči poznato
De septembre à décembre 2013, elle participe à l'émission Tvoje lice zvuči poznato, l'adaptation serbe de l'émission Un air de star. Elle arrivera 2e de la compétition derrière la chanteuse Ana Kokić. Elle réalise les prestations suivantes :
- Rihanna — "We Found Love"
- Oliver Mandić — "Ljuljaj me nežno"
- Milan Stanković — "Ovo je Balkan"
- Britney Spears — "(I Can't Get No) Satisfaction" / "Oops!... I Did It Again"
- Aleksandra Radović — "Kao so u moru"
- Miley Cyrus — "We Can't Stop" / "Blurred Lines" with Wikluh Sky as Robin Thicke
- Bebi Dol — "Brazil"
- Shakira — "Loca" / "Waka Waka (This Time for Africa)"
- Liza Minnelli — "Money" with Tamara Dragičević as Joel Grey
- Katy Perry — "Unconditionally"
- Olivera Katarina — "Alaj mi je večeras po volji"
- Leona Lewis — "Bleeding Love"

Elle enregistre entre-temps un titre en compagnie de Tropico Band, Dženan Lončarević et Andrej Ilić, Molio sam anđele dans le but de récolter des fonds pour Milena Miljušević, atteinte d'une tumeur au fémur et donc financer ses traitements.

### Suite de sa carrière
Dès le début de l'année 2014, elle devient l’ambassadrice de Rosal, une marque de baume pour lèvres. Elle participe à la bande originale du film Mali Budo avec le titre Provokacija une reprise du titre de Boban Rajović du même nom. Elle sort deux nouveaux titres en solo cette année-là, Ko je ovde ko en juin et Mahovina en décembre.

## Vie privée
Depuis juillet 2013, elle sort avec le volleyeur Aleksandar Atanasijević.

## Discographie

### Singles
- 2012 : Zauvek
- 2012 : Neka ti lice prekrije smeh avec MCN
- 2012 : Ona avec MCN
- 2012 : Momenat avec MCN
- 2012 : Ti i ja avec MCN
- 2013 : Ljubav je svuda avec Nevena Božović et Mirna Radulović (Moje 3)
- 2013 : Ujutru avec Marko Mandić
- 2014 : Ko je ovde ko
- 2014 : Provokacija (Bande originale du film Mali Budo)
- 2014 : Mahovina